# Urbas (Bela)
Urbas (Bela) je izvir v Podbelščici (1275 m), v Karavankah, nad Potoško planino (tik ob planini), pod melišči Rjavih peči, okoli 320 m vzhodno od Olipove planine. Voda teče v dolino kot potok Urbas (?). Tako so ga imenovali tudi nekdaj. Že ta začetni del, takoj od izvira navzdol, pa nekateri imenujejo že kar potok Bela (?).  Šele od prvih pritokov v koncu doline Bela, naj bi se ta potok zares imenoval potok Bela (?). Ime potoka Urbas naj bi izviralo od prvotnega imena «UrBach«, kar naj bi pomenilo prvotni potok. Skozi dolino Bela naj bi po ljudskem izročilu namreč nekdaj (pred letom 1384 /"beljaški potres" / ?) tekel le studenček, to je voda od izvira Urbas. Urbas je potok z močnim stalnim in dokaj enakomernim pretokom.
Pred gradbenimi posegi je bil izvir Urbas zelo idiličen in skoraj pravljičen izvir. Voda je vrela na dan ob stezici, pod veliko razgledno skalo, v majhnem smaragdnem tolmunčku sredi manjše zaplate drobnega snežno belega peska. Okrog zaplate peska je bilo zelenje, burja, velesa, majhno ruševje in številne druge planinske rože - kot nek skrbno urejen parkovni nasad. Skratka, kot v pravljici. Šele nižje od steze oziroma poti so se kazale manjše ilovnate površine, ki pa so bile večinoma zaraščene. Raztrganin terena ni bilo videti. Videlo se je, da teren sicer malo drsi, vendar pa je vegetacija drsenje zelo uspešno zadrževala.
Danes sta površina izvira in okolica zelo neurejeni in neugledni. Tu je razmajano vodno zajetje (teren se plazi), malo nižje pa je gozdna cesta, ki se premika, drsi, se plazi in se udira v mehko zemljino. Teren se torej aktivno premika in plazi, to je Urbasov plaz, nekdaj napačno imenovan kot Potoški plaz (Potoških plazov je sicer več !). 
Voda iz izvira Urbas je zelo mrzla, temperatura vode pa je zelo stalna (4°C). (Za primerjavo : voda na izvirih približno 3,4 km oddaljenega Javornika (več izvirov) ima povprečno temperaturo 4,8 °C).To naj bi pomenilo, da od izhoda vode iz skalnega podzemlja, iz velikega podzemnega jezera, do kraja izvira ni prav daleč. V ruševju, nekaj deset metrov severneje od izvira, pa naj bi se včasih slišalo (?) tudi šumenje te vode. Morda ta voda priteka prav iz tistega podzemnega jezera, do katerega so se rudarji prebili v rudniških jaških severno od Vrtače (rudniki Olipova planina).